# Гидродисиликат калия
Гидродисиликат калия — неорганическое соединение,
кислая соль калия и дикремниевой кислоты с формулой KHSi2O5,
бесцветные кристаллы,
растворяется в воде.

## Получение
- Гидротермальный синтез из едкого кали и оксида кремния [4]:

{\displaystyle {\mathsf {2KOH+4SiO_{2}\ {\xrightarrow {300^{o}C}}\ 2KHSi_{2}O_{5}}}}

## Физические свойства
Гидродисиликат калия образует бесцветные кристаллы
ромбической сингонии,
пространственная группа P nmb,
параметры ячейки a = 0,815 нм, b = 1,254 нм, c = 0,470 нм, Z = 4
.
Растворяется в воде.